# Bruna Nascimento Lima
Bruna Nascimento Lima (Belém, 15 de janeiro de 1990) é uma atleta paraolímpica de vôlei sentado. Ganhou o ouro no Mundial da Bósnia de 2022  e bronze no Jogos Paralímpicos de Verão de 2020.

## Biografia
Amputou a perna esquerda acima do joelho devido a um acidente de moto. Começou o vôlei sentado em 2016 depois de muita insistência de um treinador e em 2019 foi convocada para a Seleção Brasileira. Ganhou ouro no Mundial da Bósnia de 2022  e bronze no Jogos Paralímpicos de Verão de 2020.